# دوزمات
دوزمات (به مجاری:  Dozmat) یک شهرداری در مجارستان است که در واش واقع شده‌است. دوزمات ۸٫۵۴ کیلومتر مربع مساحت و ۱۸۷ نفر جمعیت دارد.